# Bruce Mountains
Bruce Mountains är en bergskedja i Kanada.   Den ligger i territoriet Nunavut, i den nordöstra delen av landet, 2 900 km norr om huvudstaden Ottawa.
Trakten runt Bruce Mountains består i huvudsak av gräsmarker. Trakten runt Bruce Mountains är nära nog obefolkad, med mindre än två invånare per kvadratkilometer.